# Campeonato Checo de Futebol
O Campeonato Checo de Futebol, mais conhecido como Chance Liga por questão de patrocínio,  é o principal torneio de futebol da  República Tcheca e é organizado pela Associação de Futebol da Chéquia. De 1925 até 1993, os clubes do país disputavam o Campeonato Tchecoslovaco de Futebol, apenas com interrupção de 1938 a 1944, quando foi disputado no Protectorado da Boémia e Morávia.

Em Fevereiro de 2025, ocupa a 9ª colocação entre as 55 ligas de maior coeficiente de competitividade no ranking da UEFA.

## Campeões

### Por edições
|  | Temporada | Campeão            | Vice           | Terceiro Lugar  | Artilheiro(s) (gols)            | Clube(s)                    |
|  | --------- | ------------------ | -------------- | --------------- | ------------------------------- | --------------------------- |
|  | 1993–94   | Sparta Praga (1)   | Slavia Praga   | Baník Ostrava   | Horst Siegl (20)                | Sparta Praga                |
|  | 1994–95   | Sparta Praga (2)   | Slavia Praga   | Boby Brno       | Radek Drulák (15)               | Drnovice                    |
|  | 1995–96   | Slavia Praga (1)   | Sigma Olomouc  | Jablonec        | Radek Drulák (22)               | Drnovice                    |
|  | 1996–97   | Sparta Praga (3)   | Slavia Praga   | Jablonec        | Horst Siegl (19)                | Sparta Praga                |
|  | 1997–98   | Sparta Praga (4)   | Slavia Praga   | Sigma Olomouc   | Horst Siegl (13)                | Sparta Praga                |
|  | 1998–99   | Sparta Praga (5)   | Teplice        | Slavia Praga    | Horst Siegl (18)                | Sparta Praga                |
|  | 1999–00   | Sparta Praga (6)   | Slavia Praga   | Drnovice        | Vratislav Lokvenc (22)          | Sparta Praga                |
|  | 2000–01   | Sparta Praga (7)   | Slavia Praga   | Sigma Olomouc   | Vítězslav Tuma (15)             | Drnovice                    |
|  | 2001–02   | Slovan Liberec (1) | Sparta Praga   | Viktoria Žižkov | Jiří Štajner (15)               | Slovan Liberec              |
|  | 2002–03   | Sparta Praga (8)   | Slavia Praga   | Viktoria Žižkov | Jiří Kowalík (16)               | 1. FC Synot                 |
|  | 2003–04   | Baník Ostrava (1)  | Sparta Praga   | Sigma Olomouc   | Marek Heinz (19)                | Baník Ostrava               |
|  | 2004–05   | Sparta Praga (9)   | Slavia Praga   | Teplice         | Tomáš Jun (14)                  | Sparta Praga                |
|  | 2005–06   | Slovan Liberec (2) | Mladá Boleslav | Slavia Praga    | Milan Ivana (11)                | Slovácko                    |
|  | 2006–07   | Sparta Praga (10)  | Slavia Praga   | Mladá Boleslav  | Luboš Pecka (16)                | Mladá Boleslav              |
|  | 2007–08   | Slavia Praga (2)   | Sparta Praga   | Baník Ostrava   | Václav Svěrkoš (15)             | Baník Ostrava               |
|  | 2008–09   | Slavia Praga (3)   | Sparta Praga   | Slovan Liberec  | Andrej Kerić (15)               | Slovan Liberec              |
|  | 2009–10   | Sparta Praga (11)  | Jablonec       | Baník Ostrava   | Michal Ordoš (12)               | Sigma Olomouc               |
|  | 2010–11   | Viktoria Plzeň (1) | Sparta Praga   | Jablonec        | David Lafata (19)               | Jablonec                    |
|  | 2011–12   | Slovan Liberec (3) | Sparta Praga   | Viktoria Plzeň  | David Lafata (25)               | Jablonec                    |
|  | 2012–13   | Viktoria Plzeň (2) | Sparta Praga   | Slovan Liberec  | David Lafata (20)               | Jablonec / Sparta Praga     |
|  | 2013–14   | Sparta Praga (12)  | Viktoria Plzeň | Mladá Boleslav  | Josef Hušbauer (18)             | Sparta Praga                |
|  | 2014–15   | Viktoria Plzeň (3) | Sparta Praga   | Jablonec        | David Lafata (20)               | Sparta Prague               |
|  | 2015–16   | Viktoria Plzeň (4) | Sparta Praga   | Slovan Liberec  | David Lafata (20)               | Sparta Praga                |
|  | 2016–17   | Slavia Praga (4)   | Viktoria Plzeň | Sparta Praga    | Milan Škoda / David Lafata (15) | Slavia Praga / Sparta Praga |
|  | 2017–18   | Viktoria Plzeň (5) | Slavia Praga   | Jablonec        | Michael Krmenčík (16)           | Viktoria Plzeň              |
|  | 2018–19   | Slavia Praga (5)   | Viktoria Plzeň | Sparta Praga    | Nikolay Komlichenko (29)        | Mladá Boleslav              |
|  | 2019–20   | Slavia Praga (6)   | Viktoria Plzeň | Sparta Praga    | Libor Kozák / Petar Musa (14)   | Sparta Praga / Slavia Praga |
|  | 2020–21   | Slavia Praga (7)   | Sparta Praga   | Jablonec        | Jan Kuchta / Adam Hložek (15)   | Slavia Praga / Sparta Praga |
|  | 2021–22   | Viktoria Plzeň (6) | Slavia Praga   | Sparta Praga    | Jean-David Beauguel (19)        | Viktoria Plzeň              |
|  | 2022–23   | Sparta Praga (13)  | Slavia Praga   | Viktoria Plzeň  | Václav Jurečka (20)             | Slavia Praga                |
|  | 2023–24   | Sparta Praga (14)  | Slavia Praga   | Viktoria Plzeň  | Václav Jurečka (19)             | Slavia Praga                |
|  | 2024–25   | Slavia Praga (8)   | Viktoria Plzeň | Baník Ostrava   | Jan Kliment (19)                | Sigma Olomouc               |

## Títulos por clube
| Clube          | Títulos | Vices | Anos Campeão |
| -------------- | ------- | ----- | --- |
| Sparta Praga   | 14      | 10    | 1993–94, 1994–95, 1996–97, 1997–98, 1998–99, 1999–00, 2000–01, 2002–03, 2004–05, 2006–07, 2009–10, 2013–14, 2022–23 e 2023–24 |
| Slavia Praga   | 8       | 12    | 1995–96, 2007–08, 2008–09, 2016–17, 2018–19, 2019–20, 2020–21, 2024-25                                                        |
| Viktoria Plzeň | 6       | 5     | 2010–11, 2012–13, 2014–15, 2015–16, 2017–18, 2021–22                                                                          |
| Slovan Liberec | 3       | 0     | 2001–02, 2005–06, 2011–12 |
| Baník Ostrava  | 1       | 0     | 2003–04 |
| Sigma Olomouc  | 0       | 1     | |
| Teplice        | 0       | 1     | |
| Mladá Boleslav | 0       | 1     | |
| Jablonec       | 0       | 1     | |